# اخلاق رنج‌محور
اخلاق رنج‌محور یا اخلاق متمرکز بر رنج (به انگلیسی: Suffering-focused ethics) آن دسته از مواضع اخلاقی است که اولویت اخلاقی را به کاهش رنج می‌دهد. این بدان معناست که آنها به کاهش درد و رنج اهمیت بیشتری می‌دهند تا ارتقای لذت، شادی یا چیزهای دیگری که ممکن است فرد ارزشمند بداند. بر اساس برخی از اخلاقیات متمرکز بر رنج، انسان‌ها باید منحصراً بر کاهش رنج قابل پیشگیری تمرکز کنند. دیدگاه‌های دیگر می‌تواند شامل ویژگی‌های اضافی مانند جلوگیری از بی‌ارزشی‌های دیگر یا ترویج سایر ارزش‌های مثبت و در عین حال اولویت دادن به کاهش رنج قابل پیشگیری نسبت به آنها باشد.